# Capitão Poço
Capitão Poço is een gemeente in de Braziliaanse deelstaat Pará. De gemeente telt 52.839  inwoners (schatting 2017).

## Aangrenzende gemeenten
De gemeente grenst aan Aurora do Pará, Garrafão do Norte, Ipixuna do Pará, Irituia, Mãe do Rio, Nova Esperança do Piriá, Ourém, Santa Luzia do Pará en São Miguel do Guamá.